# Carla Rodrigues
Carla Rumaría Coleues De Flaviis (sinh ngày 10 tháng 10 năm 1992) là người mẫu Venezuela - người Bồ Đào Nha và là chủ nhân cuộc thi sắc đẹp, người đã đăng quang Hoa hậu República Portuguesa 2018. Cô đại diện cho Bồ Đào Nha tại Miss World 2018 tại Tam Á, Trung Quốc.

## Cuộc sống cá nhân
Quê hương của cô là Barquisimeto ở Venezuela. Cô ấy sống ở Lisbon. Cô có bằng Báo chí của Đại học Châu Âu. Cô ấy biết tiếng Tây Ban Nha và tiếng Anh rất tốt.

## Cuộc thi sắc đẹp

### Hoa hậu Venezuela 2011
Vào ngày 15 tháng 10 năm 2011, Coleues đại diện cho Lara tại Miss Venezuela 2011, nơi cô được xếp vào Top 10. Trong khi đó, người chiến thắng chính thức là Irene Esser từ Sucre đăng quang với tư cách là người chiến thắng năm 2011 và thi đấu tại Miss Universe 2012 tại Las Vegas, Hoa Kỳ, nơi cô kết thúc với vị trí Á quân thứ 2 sau Janine Tugonon (Philippines) và người chiến thắng Olivia Culpo (Mỹ).

### Hoa hậu República Portuguesa 2018
Rodrigues lên ngôi Hoa hậu Thế giới Bồ Đào Nha 2018 tại đêm chung kết của cuộc thi Hoa hậu República Portuguesa 2018 cuộc thi được tổ chức tại Parque Urbano De Rio Tinto ở Gondomar trên 28 Tháng bảy năm 2018. Bà đã thành công đi Hoa hậu República Portuguesa 2017 Filipa Barroso.

### Hoa hậu Thế giới 2018
Coleues đại diện cho Bồ Đào Nha tại cuộc thi Hoa hậu Thế giới 2018 vào ngày 8 tháng 12 năm 2018 tại Tam Á, Trung Quốc nhưng không thay thế.